# Typhlops minuisquamus
Typhlops minuisquamus là một loài rắn trong họ Typhlopidae. Loài này được Dixon mô tả khoa học đầu tiên năm 1979.